# Benedictines de l'Adoració Perpètua del Santíssim Sagrament
Les Benedictines de l'Adoració Perpètua del Santíssim Sagrament, en llatí Moniales Ordini Sancti Benedicti Adorationis Perpetuae Sanctissimi Sacramenti. són monges de vots solemnes pertanyents a la congregació monàstica benedictina fundada a París el 1653 per Caterina de Bar. Les monges viuen en monestirs autònoms i posposen al seu nom les sigles O.S.B. ad. perp. o O.S.B. a.p.

## Història
La congregació fou fundada a París per Matilde del Santíssim Sagrament, benedictina nascuda com Catherine de Bar (1614-1698), i altres nobles (la marquesa de Boves i la comtessa de Châteauvieux) amb el suport de la reina de França Anna d'Espanya.

### Precedents
En 1650, l'amenaça de la guerra fa que Mechtilde i cinc companyes de la comunitat benedictina de Rambervillers es traslladin a París, on passaran moltes privacions fins que, mercès als contactes de Mechtilde, algunes dones nobles comencen a donar-los el seu suport. A partir de llavors, Mechtilde vol fundar una comunitat reformada on la regla benedictina, com ja feien a la seva comunitat, s'apliqui amb rigor i la màxima austeritat, en la línia reformadora. A més, volia que les monges, a banda dels deures propis de les benedictines, també farien adoració perpètua del Santíssim Sagrament. Mentrestant, la reina Anna d'Espanya, regent llavors del seu fill Lluís XIV de França i que havia prohibit les noves fundacions monàstiques, havia encarregat l'abat Picoté de fer un vot propiciatori per salvar el seu fill dels perills de la guerra civil de la Fronda; Picoté, en nom de la reina, feu vot d'erigir un monestir on es fes adoració continuada del Santíssim Sagrament per expiar els sacrilegis que la guerra havia provocat, com ara destrucció de temples. El mateix abat proposà que la fundació fos encarregada a Mechtilde del Santíssim Sagrament, llavors priora de les benedictines exiliades de Rambervillers a París.

### Fundació

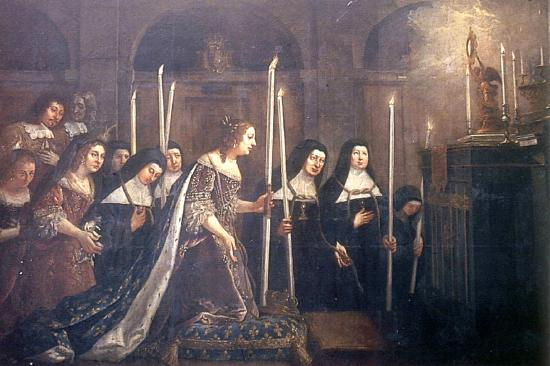
Quadre amb la reina i les monges adorant el Santíssim Sagrament, en 1654 durant el trasllat de la comunitat a la nova seu del carrer de Férou.

La reina acceptà la proposta i el 25 de març de 1653 es fundà el monestir a la Rue du Bac, creant-se la nova congregació de Monges Benedictines de l'Adoració Perpètua del Santíssim Sagrament. Donaren així inici a un nou monestir on s'aplicà una reforma de l'Orde de Sant Benet, on les monges es dediquen a l'adoració eucarística perpètua com a quart vot: per torns, sempre n'hi ha una prosternada davant l'altar. Durant la missa conventual, una monja s'agenolla al mig del cor, amb una corda al coll i un ciri encès, pregant a Déu pels pecats de la humanitat, dient "Sigui lloat el Sagrat Sagrament de l'altar".
El 12 de març següent es traslladaren a la Rue de Férou, amb una cerimònia solemne a la qual assistí la reina. Mechtilde n'era la superiora, però mai no volgué més títol que el de priora, i l'agost de 1654, ella mateixa nomenà la Mare de Déu abadessa perpètua de la nova congregació.
Els monestirs d'aquesta reforma es difongueren ràpidament per França (Toul, 1663-1665; Rambervillers, agregat en 1666; Consolation de Nancy, 1667-1669; Marie-Immaculée de Rouen, 1677; Bon Secours de Caen, 1685; Châtillon, 1688; Dreux, 1696) i a Polònia (Varsòvia, 1687).
Obtinguda l'aprovació provisional pontifícia el 29 de maig de 1668, hagué d'enfrontar-se a alguns bisbes gal·licans que s'hi oposaren. El 10 de desembre de 1676, el papa Innocenci XI aprovà la congregació amb la butlla Militantis Ecclesiae. El 3 de juliol de 1696, Innocenci XII] posa els monestirs sota la jurisdicció dels bisbes.

## Activitat i difusió
Les Benedictines de l'Adoració Perpètua són monges de clausura dedicades a la vida contemplativa i l'adoració eucarística sense interrupció, com a eina d'expiació dels pecats del món. Viuen en monestirs canònicament autònoms, amb priores elegides per a tres anys. Els monestirs formen, avui, sis federacions a: França, Bèlgica, Països Baixos, Alemanya, Itàlia i Polònia.
Al final de 2005 compten amb 665 monges en 42 monestirs.